# Matt Ghaffari
Siamak „Matt” Ghaffari (ur. 11 listopada 1961 w Teheranie) – amerykański zapaśnik irańskiego pochodzenia. Dwukrotny olimpijczyk w stylu klasycznym. Srebrny medal na Igrzyskach w Atlancie 96, jedenaste miejsce w Barcelonie 92 w wadze 130 kg. Srebrny medalista mistrzostw świata z 1991 i 98, brązowy z 1995 roku. Pierwsze miejsce w Pucharze Świata w 1990, 1991, 1994 i 1995; trzecie miejsce w 1993 roku. Osiem razy wygrał mistrzostwa panamerykańskie (w tym dwukrotnie w 1990 i 1992 w stylu wolnym i klasycznym). Dwukrotny złoty medalista igrzysk panamerykańskich.
Na początku kariery walczył w stylu wolnym. Zawodnik Fairleigh Dickinson University a potem Cleveland State University. Członek National Wrestling Hall of Fame.
Po zakończeniu kariery amatorskiej przez krótki okres występował jako zawodnik w MMA. W 2002 roku razem z Tomem Howardem wygrał NWA Intercontinental Tag Team Championship w japońskim Pro Wrestling Zero1.